# Campeonato Mundial de Voleibol Masculino de 1994
O Campeonato Mundial de Voleibol Masculino de 1994 foi a 13ª edição do torneio, organizado pela FIVB. Foi realizado em Atenas e Tessalônica, Grécia, de 29 de setembro a 8 de outubro de 1994.

## Times
| Grupo A - Argélia - Canadá - Grécia - Rússia | Grupo B - Argentina - Brasil - Alemanha - Estados Unidos | Grupo C - Bulgária - China - Itália - Japão | Grupo D - Cuba - Países Baixos - Coreia do Sul - Suécia |

## Fase Final
|  | Semi-finais                | Semi-finais               |   |                            | Final                      | Final |  |
|  |                            |                           |   |                            |                            |       |  |
|  | 7 de outubro 1994 – Atenas |                           |   |                            |                            |       |  |
|  | Holanda                    | 3                         |   |                            |                            |       |  |
|  | Estados Unidos             | 2                         |   |                            |                            |       |  |
|  |                            |                           |   |                            |                            |       |  |
|  |                            |                           |   |                            | 8 de outubro 1994 – Atenas |       |  |
|  |                            |                           |   |                            | Itália                     | 3     |  |
|  |                            | Holanda                   | 1 |                            |                            |       |  |
|  |                            |                           |   |                            |                            |       |  |
|  |                            |                           |   |                            |                            |       |  |
|  |                            |                           |   |                            | 3º lugar                   |       |  |
|  | 7 de outubro 1994– Atenas  | 7 de outubro 1994– Atenas |   | 8 de outubro 1994 – Atenas | 8 de outubro 1994 – Atenas |       |  |
|  | Cuba                       | 1                         |   | Estados Unidos             | 3                          |       |  |
|  | Itália                     | 3                         |   |                            | Cuba                       | 1     |  |

## Classificação Final
| Posição           | Time           |
| ----------------- | -------------- |
| Medalha de ouro   | Itália         |
| Medalha de prata  | Países Baixos  |
| Medalha de bronze | Estados Unidos |
| 4                 | Cuba           |
| 5                 | Brasil         |
| 6                 | Grécia         |
| 7                 | Rússia         |
| 8                 | Coreia do Sul  |
| 9                 | Bulgária       |
| 10                | Canadá         |
| 11                | Alemanha       |
| 12                | Japão          |
| 13                | Argélia        |
| 14                | Argentina      |
| 15                | China          |
| 16                | Suécia         |

| Campeonato Mundial de Voleibol Masculino de 1994 |
| Campeão                                          |
| ------------------------------------------------ |
| Itália 2º Título                                 |

## Prêmios Individuais
- Most Valuable Player:
  -  Itália Lorenzo Bernardi